# Erki Nool
Erki Nool (født 25. juni 1970 i Võru, Sovjetunionen) er en tidligere estisk atletikudøver (tikæmper), der vandt guld i tikamp ved både EM i Budapest i 1998 og OL i Sydney 2000. Han vandt desuden sølv i samme disciplin ved VM i Edmonton i 2001 og EM i München i 2002.
Efter sit karrierestop er Nool gået ind i politik og sidder nu i det estiske parlament, hvor han repræsenterer Unionen af Pro Patria og Res Publica.